# Arthie Le Créatif
Arthie Le Créatif de son véritable nom Armand-Thierry Nguélé, est un entrepreneur camerounais autodidacte qui exerce dans le graphisme et les métiers du digital. 

## Biographie

### Enfance et débuts
Littéraire de formation, Arthie Le Créatif suit un cursus normal jusqu'à l'obtention de son baccalauréat littéraire de série A à l'école publique de Deido Douala. Il passe deux années à la faculté de droit à l’université de Douala et continue à l'Institut Universitaire de Technologie de la même ville sans pour autant arrêter de faire du dessin à la maison. Après ses études universitaires, très vite il comprend l'utilité du web. Il travaille dans diverses structures, comme Microlog,  l'agence web Fgc ou Inet Consulting en tant que chef d'agence, avant de se lancer en freelance et créer sa propre entreprise.

### Activités entrepreneuriales

#### Le studio Darthie
Basée à Douala et créée en 2012, cette boîte est une agence digitale, spécialisée dans les nouvelles technologies et systèmes d’informations avec une connaissance globale 360°. Également présente dans le développement web et le graphisme, l’entreprise apporte des solutions de communications visuelle, numérique et créative. Le développement des cultures et des industries créatives au Cameroun puis en Afrique étant une priorité pour Arthie Le Créatif, c’est dans cette logique que le projet Label Digital voit le jour. Cette filiale du Studio Darthie voit le jour en 2015 et se positionne comme une des premières plateformes de marketing musical spécialisée dans la distribution digitale et la fournitures de services numériques dédiés aux artistes et labels indépendants. 

#### Le label digital
Lancée en 2015, cette structure est une filiale de studio Darthie, elle fait dans : 
- La distribution digitale de musique
- La monétisation de contenus et le streaming
- Création de dispositifs web
- Communication digitale
- L'élaboration de stratégie digitale personnalisée
- Exploration des nouveaux canaux de consommation et les nouveaux langages

Le Label Digital va progressivement collecter un catalogue de plus de 650 artistes tout en accompagnant de nombreuses vedettes locales et internationales à l'instar de Maahlox le vibeur, Blanche Bailly, Grace Decca, Petit Pays, Lady B, boostés par des partenaires comme le français Believe (entreprise), Groover, Zone Franche, Scène d’Ebène.